# Stulpicani
Stulpicani è un comune della Romania di 6 267 abitanti, ubicato nel distretto di Suceava, nella regione storica della Bucovina. 
Il comune è formato dall'unione di 5 villaggi: Gemenea, Negrileasa, Slătioara, Stulpicani, Vadu Negrilesei.